# Viksbåten
Viksbåten eller Viksbåden er et skibsvrag af et skib på knap 10 m fra 1000-tallet, som blev fundet under en drængravning i 1898 ved Söderby-Karls socken i Uppland i Sverige. Der er fremstillet en rekonstruktion af båden, Tälja, i 1996-98.

## Fundet
Skibsdelene blev fundet af bonden Erik Ersson i Viks by. De kom til at indgå i Söderby-Karls Fornminnes- och Hembygdsförenings samling på Erikskulle museum.

## Konstruktion
Skibet er 9,6 m langt, 2,2 m bredt og omkring 54 cm fra køl til ræling. Store del af skibet er bevaret: køl, stævn, bordgang og spanter. Den er dendrokronologisk dateret til midten af 1000-tallet af Alf Bråthen. Der har været seks par årer. Der er mærker efter en mast.